# Коньцовізна
Коньцовізна (пол. Końcowizna) — село в Польщі, у гміні Сураж Білостоцького повіту Підляського воєводства.
Населення — 33 особи (2011).
У 1975-1998 роках село належало до Білостоцького воєводства.

## Демографія
Демографічна структура станом на 31 березня 2011 року:
|          | Загалом | Допрацездатний вік | Працездатний вік | Постпрацездатний вік |
| -------- | ------- | ------------------ | ---------------- | -------------------- |
| Чоловіки | 16      | 0                  | 12               | 4                    |
| Жінки    | 17      | 1                  | 11               | 5                    |
| Разом    | 33      | 1                  | 23               | 9                    |